# Grb Ukrajine
Grb Ukrajine "Trizub" prema stručnim tumačenjima simbolizira izraz sakralne ptice, a njegovi najstariji pronađeni arheološki primjerci sežu čak u 4. tisućljeće pr. Kr. Ujedno se pretpostavlja da je grb u obliku užarene ptice odnosno vatre (vrijednost) simbolizirao bogatu kulturu najstarijih Slavena s prostora Ukrajine, ujedno ukrajinskih predaka. 
Suvremeni ukrajinski žuti grb nalazi se u plavom polju zajedno simbolizirajući štit. Kao službeni državni grb prvi put se koristio u vrijeme srednjovjekovne države Kijevske Rusi krajem 9. stoljeća te je ujedno postao simbol stare kijevske dinastije Rjurik. Trozubac je nakon pada Kijevske Rusi upotpunjavan slikama svetaca i heraldičkim elementima zapadne ukrajinske regije Galičine i Zaporoških kozaka. 
U modernoj povijesti, prvi put se kao ukrajinski nacionalni simbol javio 1917. godine, a 1918. postao je dio zastave Narodne Republike Ukrajine.

## Veliki grb Ukrajine
Službena verzija velikog grba Ukrajine nije usvojena te se razmatra nekoliko skiciranih prijedloga. U vjerojatno najpopularnijoj verziji grba, koja još nije službeno usvojena, štit s trozupcem drže ovjenčani lav Galičine i Zaporoški kozak s musketom. Grb je ovjenčan kneževskom krunom Vladimira Velikog simbolizirajući ukrajinski suverenitet, a donji dio grba je ukrašen crvenim plodovima ukrajinske biljke "kalina" i tradicionalnom hranom odnosno žitom. 
Potrebna dvotrećinska većina za usvajanje Velikoga grba Ukrajine u ukrajinskom parlamentu još uvijek nije postignuta, uglavnom zbog prethodnih otpora ljevičarskih stranaka koje povremeno zagovaraju povratak na sovjetske komunističke simbole.

## Povijesni grbovi

### Galičko-Volinjsko Kraljevstvo
| Kijevska Rus'                 | Kijevska Rus'       | Kijevska Rus'                        | Kijevska Rus' |
| ----------------------------- | ------------------- | ------------------------------------ | ------------- |
|                               |                     |                                      |               |
| Galičko-Volinjsko Kraljevstvo | Rutensko Vojvodstvo | Zapadna Ukrajinska Narodna Republika |               |

### Zakarpatje
|                      |                    |
| Zakarpatska Ukrajina | Zakarpatska oblast |

### Ukrajinska Sovjetska Socijalistička Republika
| Grb Ukrajinske SSR | Grb Ukrajinske SSR | Grb Ukrajinske SSR | Grb Ukrajinske SSR |
| ------------------ | ------------------ | ------------------ | ------------------ |
|                    |                    |                    |                    |
| 1919. – 1929.      | 1929. – 1937.      | 1937. – 1949.      | 1949. – 1991.      |